# Marcel Hacker
Marcel Hacker est un rameur allemand né le 29 avril 1977.

## Palmarès

### Jeux olympiques
- 2000 à Sydney,  Australie
  -  Médaille de bronze en skiff
- 2004 à Athènes,  Grèce
- 2008 à Pékin,  Chine

### Championnats du monde
- 1997, à Aiguebelette-le-Lac,  France
  -  médaille d'argent en quatre de couple
- 1998, à Cologne,  Allemagne
  -  médaille d'argent en quatre de couple
- 2002, à Séville,  Espagne
  -  médaille d'or en skiff
- 2003, à Milan,  Italie
  -  médaille d'argent en skiff
- 2006, à Eton,  Royaume-Uni
  -  médaille d'argent en skiff
- 2009, à Poznań,  Pologne
  -  médaille de bronze en quatre de couple
- 2013, à Chungju,  Corée du Sud
  -  médaille de bronze en skiff

### Championnats d'europe
- 2014, à Belgrade,  Serbie
  -  médaille d'argent en skiff